# Namilt (I.)
Namilt (I.) war der Sohn von Scheschonq I. und laut Kenneth A. Kitchen um 940 v. Chr., während der 22. Dynastie (Dritte Zwischenzeit), Herrscher im mittelägyptischen Herakleopolis und trug den Titel „Befehlshaber der ganzen Armee“.
Einem Altar Scheschonqs I. zufolge führte Namilt (I.) das tägliche Stieropfer wieder ein, das dem Gott Herischef zu Ehren vollzogen wurde. In Leontopolis fand man eine naophore Statue von Namilt (I.).